# Schamil Gassanowitsch Bursijew
Schamil Gassanowitsch Bursijew (russisch Шамиль Гасанович Бурзиев; engl. Transkription Shamil Gasanovich Burziyev; * 1. April 1985 in Machatschkala; † 5. Dezember 2010 bei Kisiljurt) war ein russischer Fußballspieler.

## Werdegang
Schamil Bursijew begann seine Karriere bei Anschi Machatschkala, für das er erstmals am 1. November 2003 in der 1. Division eingesetzt wurde. Von 2005 bis 2010 spielte er bei verschiedenen Mannschaften in der 1. und 2. Division, bevor er zu seinem Heimatverein zurückkehrte. Am 7. August 2010 wurde Bursijew erstmals im Spiel gegen Amkar Perm in der Premjer-Liga eingewechselt, in die Anschi Machatschkala im gleichen Jahr wieder aufgestiegen war. Schamil Bursijew absolvierte für die Mannschaft sieben Spiele, bei denen er jeweils in der zweiten Spielhälfte eingewechselt wurde, bevor er am 5. Dezember 2010 bei einem Autounfall auf der M29 in der Nähe von Kisiljurt ums Leben kam.